# Plagiothecium drepanophyllum
Plagiothecium drepanophyllum là một loài Rêu trong họ Plagiotheciaceae. Loài này được Renauld & Cardot miêu tả khoa học đầu tiên năm 1905.